# 21727 Райнес
21727 Райнес (21727 Rhines) — астероїд головного поясу, відкритий 9 вересня 1999 року.
Тіссеранів параметр щодо Юпітера — 3,541.